# Onthophagus pseudoundulans
Onthophagus pseudoundulans là một loài bọ cánh cứng trong họ Bọ hung (Scarabaeidae).